# شورقويي (قشلاق الجنوبي)
شورقويي (بالفارسية: شورقویی) هي منطقة سكنية تقع في إيران في قسم قشلاق الجنوبي الريفي (مقاطعة بيله سوار). يقدر عدد سكانها بـ 105 نسمة .